# Dunbregne-familien
Dunbregne-familien (Thelypteridaceae) er en familie af bregner, som rummer 30 slægter (eller betydeligt færre, afhængigt af forfatteren) med flere end 1000 arter, hvad der gør familien til én af de største blandt bregnerne. Den har dog været genstand for talrige taxonomiske forandringer, og kun de igangværende DNA-undersøgelser kan bringe endegyldig orden på den. Familien er mest tropisk, og den findes på alle kontineter med tropisk klima. Dertil kommer, at nogle slægter og arter er trængt frem til tempererede egne af Europa, Asien og Nordamerika.
Familien består af bregner, der enten har en krybende jordstængel og spredte blade eller også en lodret jordstængel og rosetstillede blade. Bladene er dobbelt fjersnitdelte med afsnit, som er helrandede eller rundtakkede. Bladenes oversider er forsynet med spidse hår langs midterribben. Sporehushobene (sori) sidder på undersiden af bladene.
| Slægter |

- Pneumatopteris
- Pseudophegopteris
- Macrothelypteris
- Egebregne (Phegopteris)
- Mangeløv (Thelypteris)

Opdelingen følger ITIS Arkiveret 25. oktober 2011 hos  Wayback Machine.

## Rødlistede arter
- Cyclosorus sino-acuminata
- Thelypteris aculeata
- Thelypteris appressa
- Thelypteris campii
- Thelypteris chimboracensis
- Thelypteris conformis
- Thelypteris correllii
- Thelypteris dodsonii
- Thelypteris elegantula
- Thelypteris euthythrix
- Thelypteris rosenstockii
- Thelypteris subtilis[1]

## Note
1. ↑  IUCNs rødliste over planter